# Jaworzyńskie Rówienki
Rówienki (1491 m n.p.m.) – płaśń i szerokie siodło w północnej grani Kopy Magury w polskich Tatrach Zachodnich. Grzbiet ten oddziela Jaworzynkę od Doliny Kasprowej. Powszechnie używana jest nazwa Rówienki, drugi człon nazwy (Jaworzyńskie) dodawany jest tylko w celu rozróżnienia od innych Rówienek. Na mapie Geoportalu Rówienki są podpisane jako Przełęcz Zawracik, ta nazwa jednak nie jest w ogóle używana w nazewnictwie tatrzańskim.
Jest to niewielka, nieco pofałdowana, lekko pochyła płaśń stopniowo, choć powoli zarastająca młodym lasem. Jest zwornikiem dla 3 grani, co w Tatrach jest rzadkością:
- północno-zachodnia grań Jaworzyńskich Czół opadająca aż do Kuźnic,
- grań Zawracika Kasprowego opadająca w kierunku północno-zachodnim (dokładniej WNW),
- grań Zawratu Kasprowego wznosząca się w południowo-wschodnim (dokładniej ESE) kierunku[3].

Pomiędzy tymi trzema graniami znajdują się 4 żleby:
- piarżysty żleb w zachodnim kierunku (pomiędzy Zawratem i Zawracikiem Kasprowym) do Starych Szałasisk (wschodnia odnoga Doliny Kasprowej),
- lesisty żleb w północno-zachodnim kierunku na Kasprową Polanę,
- płytka i zalesiona depresja w północnym kierunku na wschodni koniec polany Jaworzynka,
- żleb Rynna w południowo-wschodnim kierunku do Wyżniej Polany Jaworzynka[3].

Wszystkimi tymi żlebami można bez większych trudności wejść na Rówienki, znajdują się one jednak na obszarze ochrony ścisłej, który nie jest udostępniony ani dla turystów, ani dla taterników.